# Internal Branding
Unter dem Begriff Internal Branding (dt. Interne Markenführung) versteht man alle intentionalen unternehmens- bzw. systeminternen Maßnahmen, die darauf abzielen, die Mitarbeiter bzw. Systemmitglieder in den Prozess der Markenbildung zu involvieren, sie über die eigene Marke zu informieren, sie für diese zu begeistern und letztlich ihr Verhalten im Sinne der Marke zu beeinflussen.

## Begriffsabgrenzung
Das Internal Branding ist ein Teilbereich des Brand Management (dt. Markenführung oder Markenmanagement). Während das Brand Management jedoch alle internen und externen Maßnahmen zur Positionierung eines Unternehmens und/oder seiner Produkte umfasst und damit alle Stakeholder (dt. Anspruchsgruppen) eines Unternehmens fokussiert, richtet sich das Internal Branding zunächst nur an den Mitarbeiter. Im Gegensatz zur internen Kommunikation ist das Internal Branding jedoch ein ganzheitlicher Ansatz, bei dem neben den Instrumentarien der internen Kommunikation (z. B. Broschüren, Workshops, Storytelling) auch Konzepte aus dem Personalwesen (z. B. markenorientierte Rekrutierung, Einarbeitung und Entlohnung) und Erkenntnisse der Führungstheorie (z. B. transformationale Führung) angewendet werden. Der Unterschied zum häufig in einem ähnlichen Zusammenhang genannten Employer Branding besteht darin, dass über die Maßnahmen des Internal Branding nicht nur eine Positionierung der Marke im Arbeitsmarkt, sondern in allen von ihr bearbeiteten Märkten angestrebt wird.
Als Hebel des Internal Branding werden „markenorientierte Kommunikation“, „markenorientierte Führung“ (siehe Leadership Branding) und „markenorientiertes Personalmanagement“ genannt (Schmidt und Krobath 2010).

## Ziel des Internal Branding
Das Ziel des Internal Branding besteht im Wesentlichen darin, Brand Commitment (dt. Markenbegeisterung) und Brand Citizenship Behavior (dt. markenkonformes Verhalten) der Mitarbeiter zu erzielen und somit von Innen heraus den Prozess der Markenbildung zu beschleunigen sowie nachhaltig zu gestalten. Hierdurch wird vor allem im Dienstleistungssektor und in solchen Branchen, in denen enge direkte Kontakte zwischen einem anbietenden Unternehmen und den nachfragenden Kunden bestehen, die Positionierung der Marke geschärft: Im Idealfall erleben die Kunden an den Kontaktstellen zur Marke (Brand-Touchpoints), dass sich das ihnen durch die externe Kommunikation vermittelte Markenversprechen auch im Verhalten der mit ihnen in Interaktion stehenden Mitarbeiter widerspiegelt. Die Mitarbeiter werden zu Botschaftern der Marke (Brand Ambassadors).

## Instrumente des Internal Branding
Die Instrumente des Internal Branding sind disziplinübergreifend und somit vielfältig. Es hat sich jedoch durchgesetzt, sie in 3 Kategorien zu unterteilen:
- Markenorientierte Kommunikation
- Markenorientiertes Personalmanagement
- Markenorientierte Führung

Gelegentlich werden auch der Aufbau markenorientierter Organisationsstrukturen und eine markenkonforme Ausgestaltung der Unternehmenskultur als weitere Ordnungskategorien genannt.